# Vladimir Lukscheider junior
Vladimir Lukscheider (* 17. April 1966 in Bratislava) ist ein ehemaliger deutsch-slowakischer Eishockeyspieler, der unter anderem für den SC Memmingen, ECD Sauerland, EHC Trier, EC Wolfsburg, EHC Salzgitter, REV Bremerhaven und GEC Nordhorn in der zweithöchsten deutschen Spielklasse aktiv war.

## Karriere
Vladimir Lukscheider war auf dem Sprung in die erste Mannschaft des HC Slovan Bratislava und Junioren-Nationalspieler der Tschechoslowakei, als er Mitte der 1980er Jahre nach Deutschland floh. Er trainierte beim SC Riessersee mit, während er seine 18-monatige Sperre wegen der Flucht absaß. Zur Saison 1988/89 setzte er seine Eishockeykarriere dann bei der EA Schongau in der Regionalliga fort. Dort gehörte er in den folgenden drei Jahren zu den erfolgreichsten Scorern, sodass er auch höherklassige Mannschaften auf sich aufmerksam machte. Beim SC Memmingen erhielt er in der Saison 1991/92 eine Chance in der 2. Bundesliga und erzielte auch dort durchschnittlich mehr als einen Scorerpunkt pro Spiel.
Nach einem Jahr beim ECD Sauerland wechselte Lukscheider zur Saison 1993/94 zum EHC Trier, mit dem er in die als zweithöchste Spielklasse neu geschaffene 1. Liga aufstieg. In den folgenden Jahren spielte er auch für den EC Wolfsburg, EHC Salzgitter, REV Bremerhaven und GEC Nordhorn in der direkt unterhalb der Deutschen Eishockey Liga (DEL) angesiedelten Spielklasse. Nach einer Saison beim 1. EV Weiden in der Oberliga zog er sich ab 2000 endgültig in den Amateurbereich zurück. Der Stürmer spielte für Eintracht Braunschweig und den Braunlager SC/Harz in der Regionalliga, ehe er fünf Jahre lang für den EHC Stiftland Mitterteich und eine Saison für den Münchner EK in der Landesliga Bayern auflief. Im Jahr 2010 beendete er seine Karriere im Alter von 44 Jahren endgültig.

## Erfolge und Auszeichnungen
- 1994 Aufstieg in die 1. Liga mit dem EHC Trier

## Karrierestatistik
(Legende zur Spielerstatistik: Sp oder GP = absolvierte Spiele; T oder G = erzielte Tore; V oder A = erzielte Assists; Pkt oder Pts = erzielte Scorerpunkte; SM oder PIM = erhaltene Strafminuten; +/− = Plus/Minus-Bilanz; PP = erzielte Überzahltore; SH = erzielte Unterzahltore; GW = erzielte Siegtore; 1 Play-downs/Relegation; Kursiv: Statistik nicht vollständig)

## Familie
Vladimir Lukscheiders Vater, der ebenfalls Vladimír Lukscheider heißt, war von den späten 1950er bis in die frühen 1970er Jahre als Eishockeyspieler in der Tschechoslowakei erfolgreich. Bei der Winter-Universiade 1970 gewann er die Goldmedaille.